# Храброво (Калінінградська область)
Храброво (рос. Храброво) — селище Гур'євського міського округу, Калінінградської області Росії. Входить до складу Храбровського сільського поселення.
Населення —  2143 особи (2015 рік). 

## Населення
| 2002 | 2010  |
| ---- | ----- |
| 2148 | ↘2143 |